# Gare de Saint-Ouen
Ne doit pas être confondu avec Gare de Saint-Ouen-sur-Seine, Gare de Saint-Ouen-Garibaldi ou Gare de l'avenue de Saint-Ouen.
La gare de Saint-Ouen est une gare ferroviaire française de la ligne d'Ermont - Eaubonne à Champ-de-Mars (VMI), située sur le territoire de la commune de Saint-Ouen-sur-Seine (département de la Seine-Saint-Denis), à proximité de la commune de Clichy (département des Hauts-de-Seine).
Ouverte en 1988, c'est une gare de la Société nationale des chemins de fer français (SNCF) desservie par les trains de la ligne C du RER.
Elle ne doit pas être confondue avec l'ancienne gare de Saint-Ouen-sur-Seine qui se trouvait plus à l'est sur la ligne de La Plaine à Ermont - Eaubonne, ni avec l'ancienne gare de l'avenue de Saint-Ouen située sur la ligne de Petite Ceinture.

## Situation ferroviaire
La gare est située au point kilométrique (PK) 10,963 de la ligne d'Ermont - Eaubonne à Champ-de-Mars, entre les gares de la Porte de Clichy et des Grésillons. Juste au nord de la station se trouve la trémie qui permet au RER C de se raccorder à la ligne de La Plaine à Ermont - Eaubonne, au niveau du faisceau ferroviaire des docks de Saint-Ouen. C'est également à cet endroit que s'opère la transition entre l'alimentation en 1 500 V continu et celle en 25 kV alternatif, en vigueur sur le réseau de Paris-Nord.

## Histoire
Cette gare a ouvert en 1988 lors de l'ouverture de la liaison VMI (vallée de Montmorency - Invalides). Prévue à l'origine à l'air libre, la gare est finalement construite en tranchée couverte du fait des exigences de la ville de Saint-Ouen, soutenue par le ministre des Transports de l'époque, Charles Fiterman. Elle est établie sur le tracé de l'ancien raccordement des Épinettes, qui reliait la ligne de La Plaine à Ermont - Eaubonne à la Petite Ceinture. Le projet définitif est adopté en septembre 1984. La nouvelle gare remplace celle de Saint-Ouen-sur-Seine située en amont sur la ligne de La Plaine à Ermont - Eaubonne, sur le tronçon qui n'est pas intégré à la liaison VMI, ainsi que celle du boulevard Victor-Hugo, située environ 200 mètres plus au nord, pour la même raison.
En 2022, selon les estimations de la SNCF, la fréquentation annuelle de la gare est de 3 120 774 voyageurs.
Au milieu du mois de janvier 2020, le bâtiment voyageurs ferme pour être rénové avant l'inauguration de la correspondance avec la ligne 14 du métro. Le bâtiment voyageurs est reconstruit, afin d'augmenter sa surface et de permettre un accès à la fois au RER et au métro. Une sortie provisoire devant le siège de GFI Informatique et permettant d'arriver en milieu de quai est mise en place pour remplacer le bâtiment voyageurs durant les travaux. Un troisième accès définitif au RER, à mi-distance des deux existants, devant le siège de GFI Informatique, est également réalisé.

Galerie de photographies
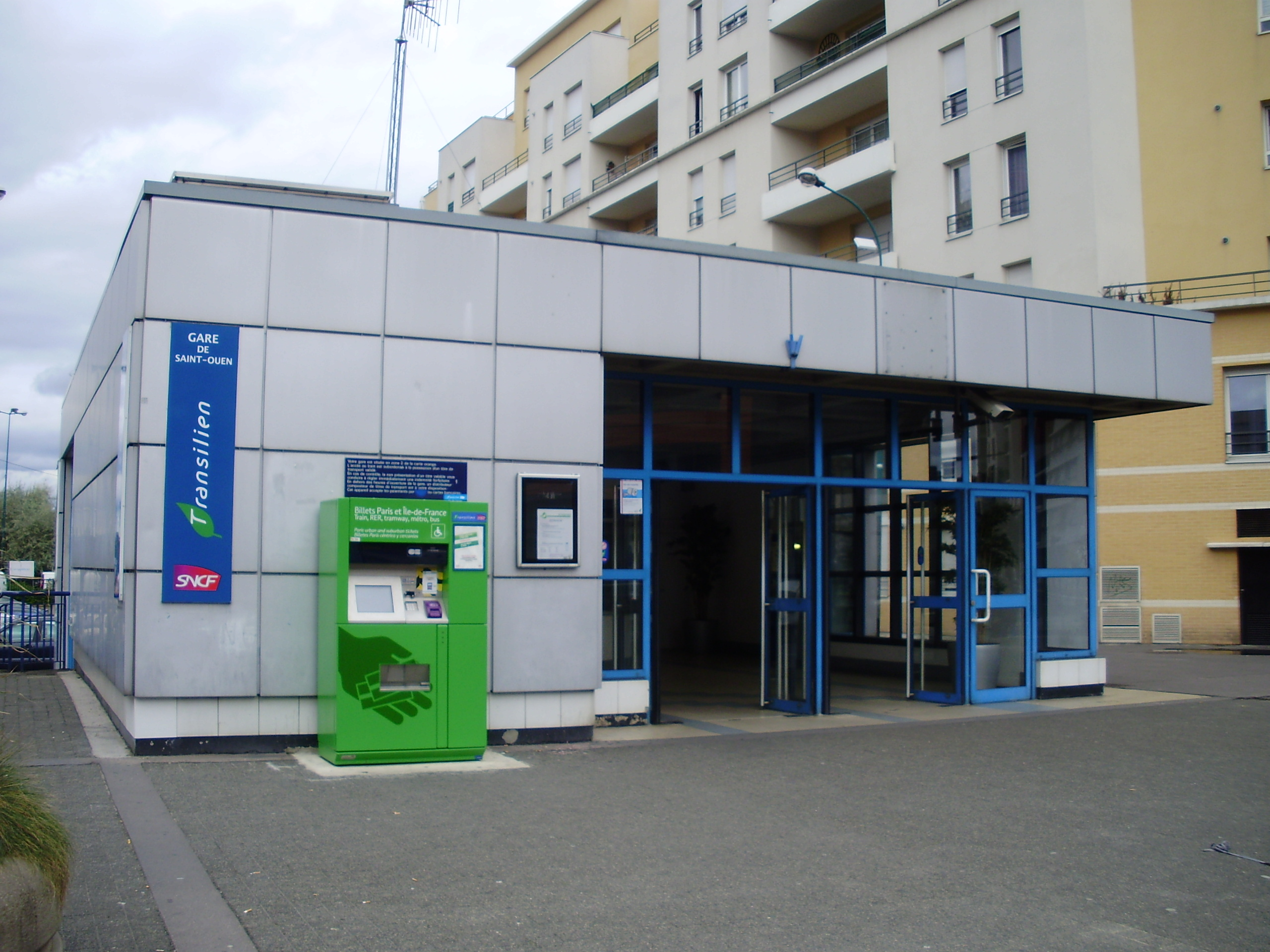
L'entrée nord de la gare en 2011, avant les travaux du métro.
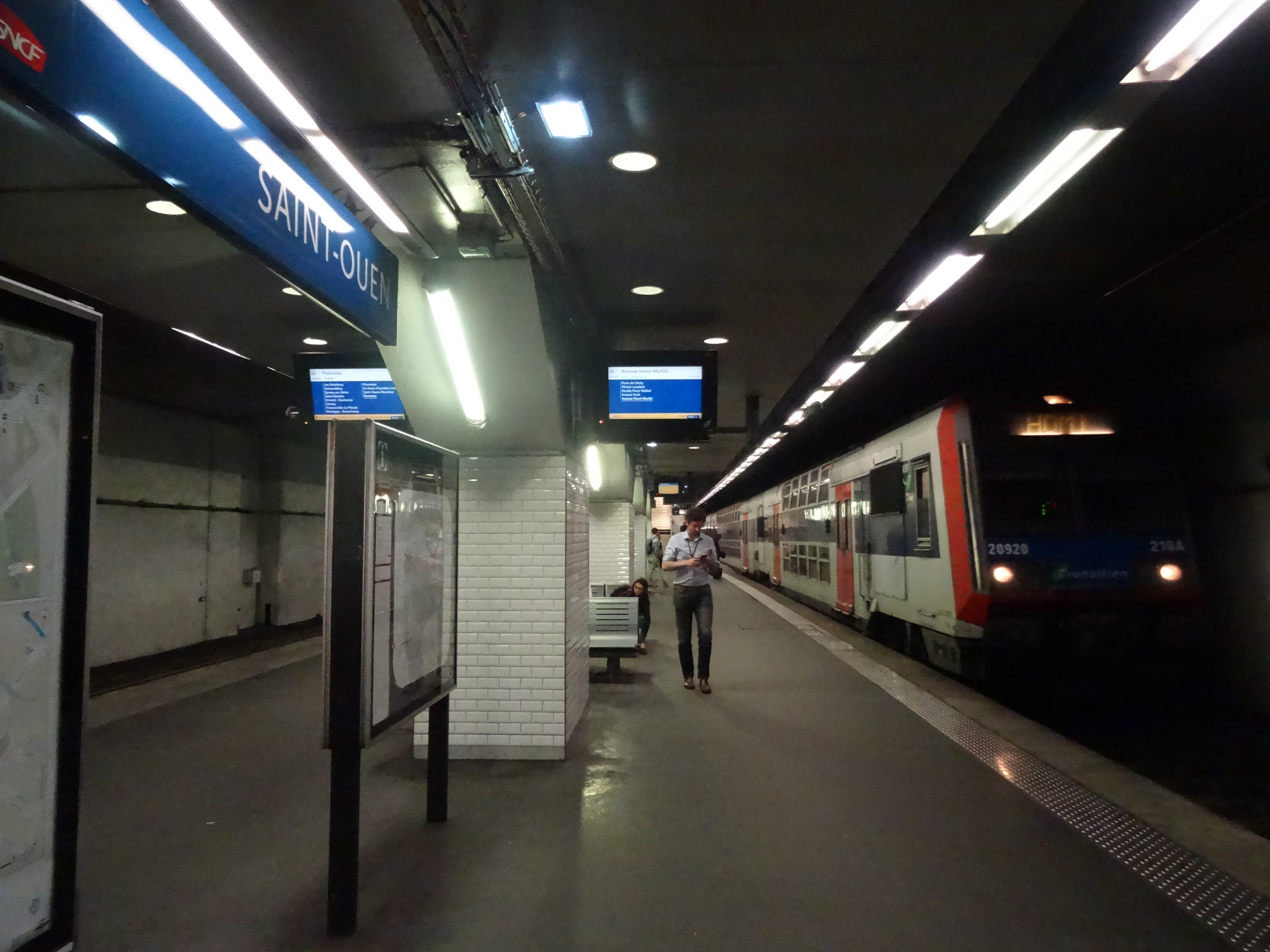
Le quai central, avec une Z 20900 à quai.
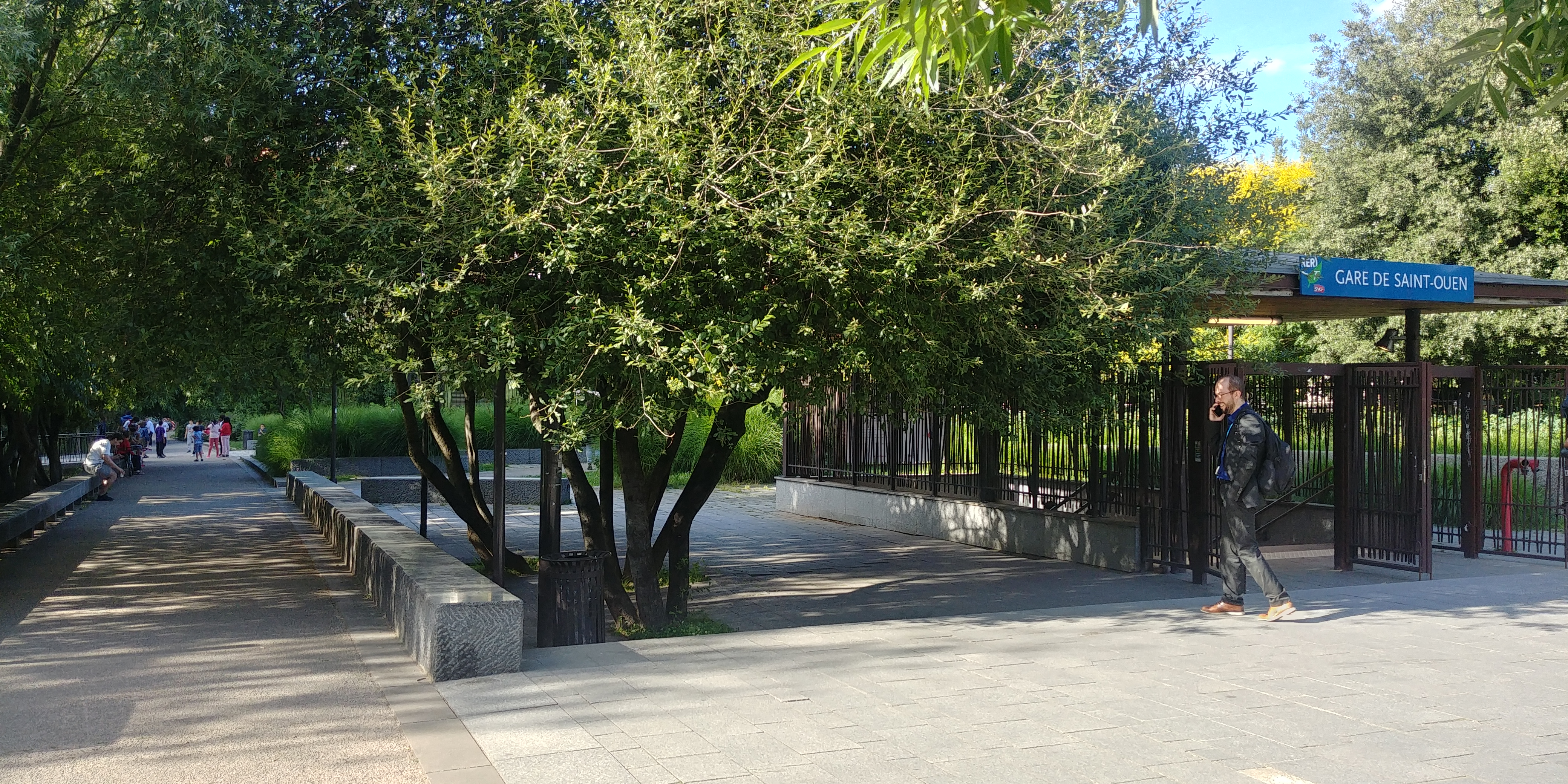
Abords de l'entrée sud de la gare (dans le parc François-Mitterrand).
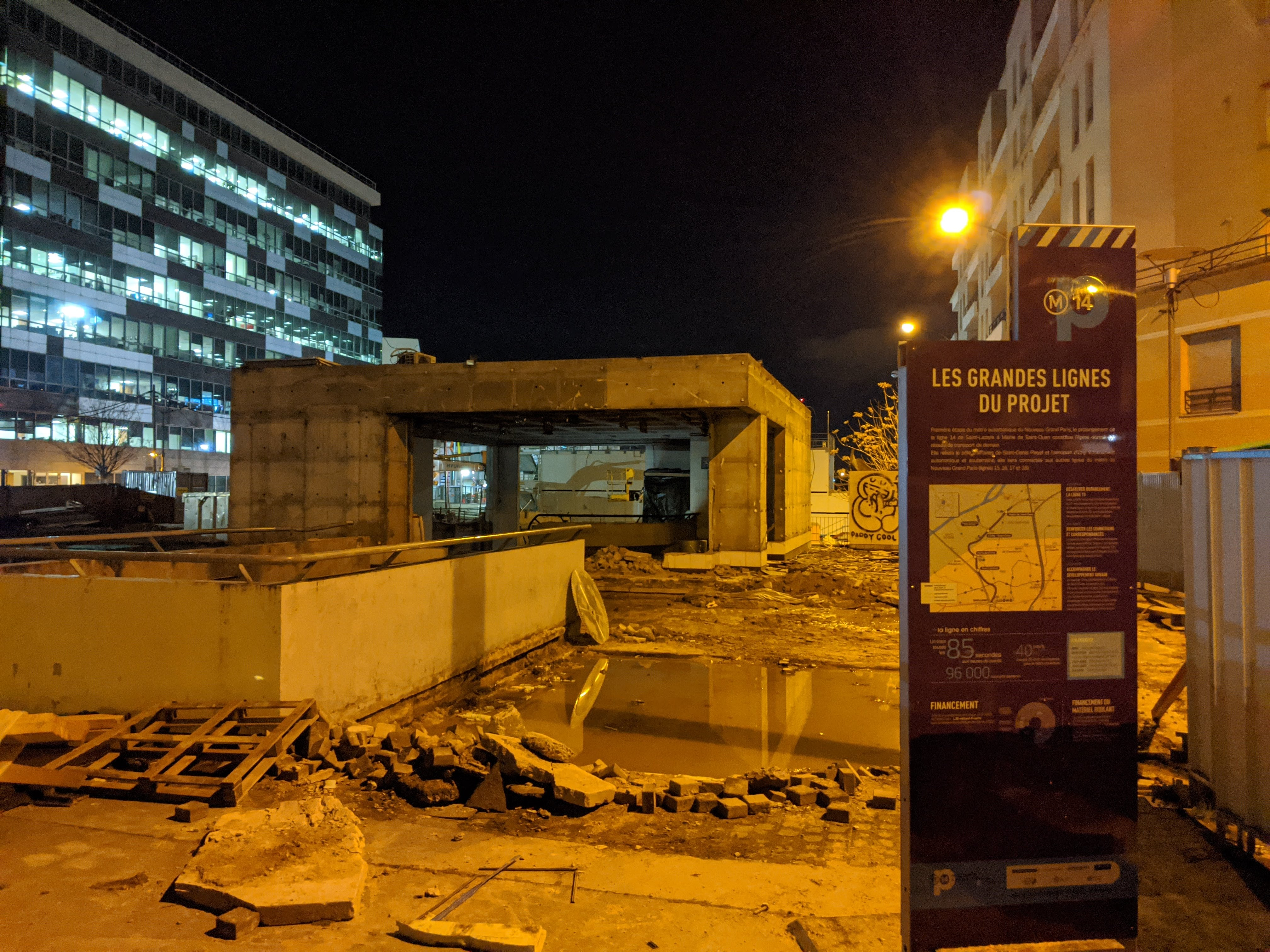
L'entrée nord de la gare le 5 février 2020. Le bâtiment voyageurs est fermé et en démolition.
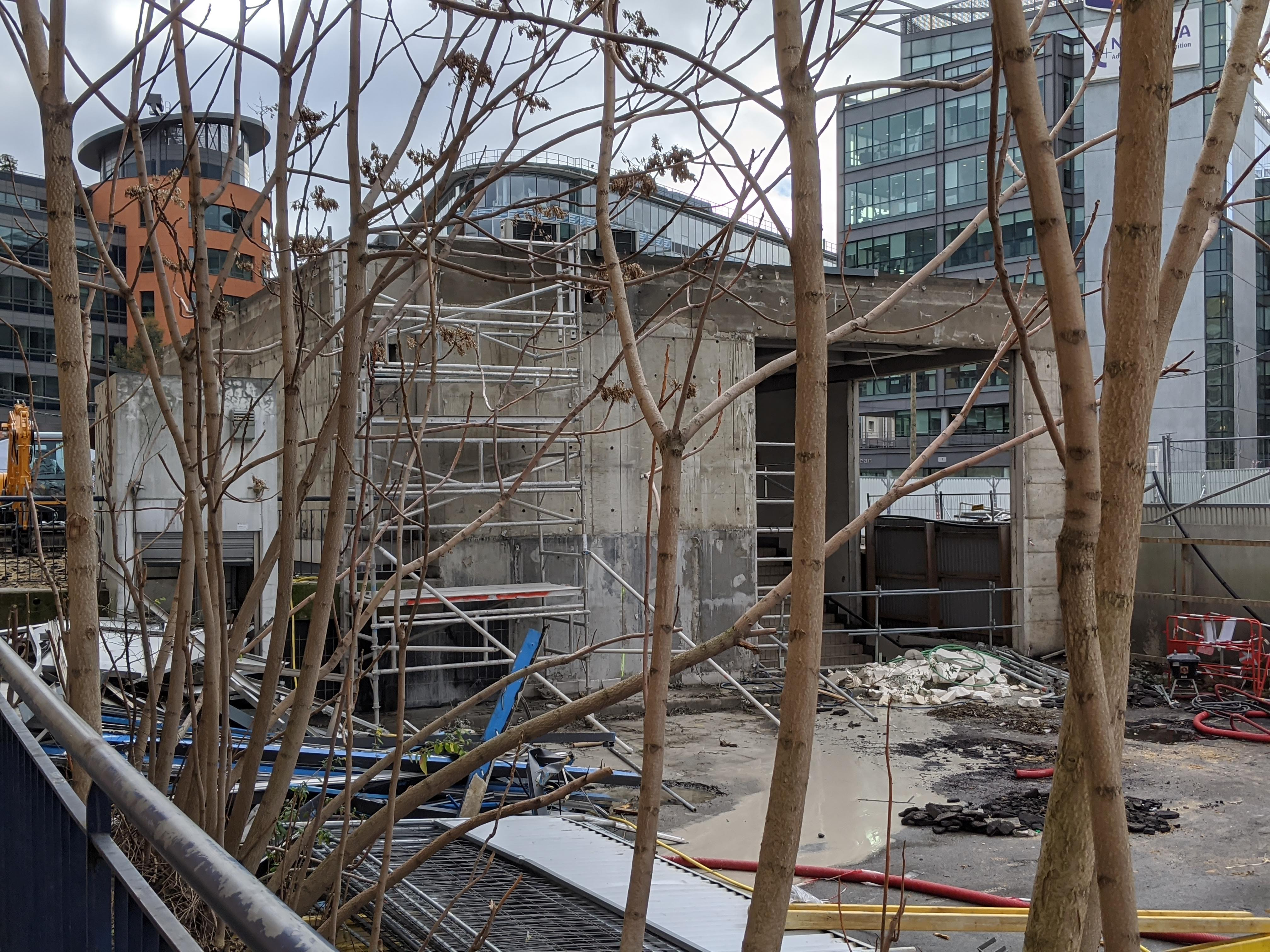
L'arrière du bâtiment voyageurs durant sa démolition, le 31 janvier 2020.

## Service des voyageurs

### Accueil
La gare, souterraine, comprend un quai central desservi par deux voies. À partir de ce quai, il est possible d'accéder à deux sorties :
- au sud, la sortie « rue Arago » débouche sur le passage Lacour (dans le parc François-Mitterrand) par un escalier fixe ;
- au nord, la sortie « boulevard Victor-Hugo » et « rue Dora Maar » donne accès au bâtiment voyageurs par un escalier fixe et un escalier mécanique à la montée. Le bâtiment voyageurs dispose d'une billetterie, d'un ascenseur et d'un point d'accueil. Cette sortie permet également la correspondance directe avec les bus desservant la gare. Le bâtiment voyageurs est également partagé avec la station de la ligne 14, et la correspondance entre métro et RER s'y effectue en conséquence.

### Desserte
La gare est desservie par les trains de la ligne C du RER.
La desserte est assurée par des trains à destination de Pontoise vers le nord (C1, missions NORA) et en direction de Massy - Palaiseau au sud (C2, missions MONA). La fréquence est d'un quart d'heure dans les deux sens avec une mission sur deux limitée au nord à Montigny - Beauchamp (GOTA) et au sud à Pont de Rungis (ROMI).
En semaine, la desserte est complétée aux heures de pointe par des missions :
- le matin, à destination de Bibliothèque François-Mitterrand (FOOT) ;
- le soir, à destination de Brétigny (BALI) voire de Dourdan (C4, DEBA).

L'ensemble de ces missions desservent des quartiers du centre de Paris : Champ de Mars - Tour Eiffel, Saint-Michel - Notre-Dame, gare d'Austerlitz, etc.

### Intermodalité
La gare est desservie par les lignes 66, 138, 173, 174, 274 et 341 du réseau de bus RATP.
En 2020, une correspondance avec la ligne 14 du métro est inaugurée, dans le cadre de son prolongement jusqu'à Mairie de Saint-Ouen, avant celui de Saint-Denis Pleyel pour 2024.
La station de métro Saint-Ouen est située sous le boulevard Victor-Hugo, sur les communes de Saint-Ouen-sur-Seine et de Clichy. L’accès principal à la station se fait rue Dora-Maar, dans un bâtiment voyageurs partagé avec la gare de Saint-Ouen et au plus près de la future avenue de la Liberté (ex-BUCSO). Un second accès débouche sur la rue Pierre-Dreyfus. Un tunnel permet de déboucher sur deux accès supplémentaires, côté Clichy : un escalier à l'extrémité de la rue Madame-de-Sanzillon et un escalier mécanique sur le boulevard Victor-Hugo. Tous les accès sont situés sur la voirie.